# اکدنیز، مرسین
اکدنیز، مرسین (به لاتین: Akdeniz, Mersin) یک منطقهٔ مسکونی در ترکیه است که در استان مرسین واقع شده‌است.